# Риенс
Риенс (пол. Rience) — персонаж литературного цикла «Ведьмак» польского писателя Анджея Сапковского, чародей, враг Йеннифэр из Венгерберга и Геральта.

## Биография
В книгах Анджея Сапковского Риенс — чародей-недоучка, ученик, слуга и шпион Вильгефорца. В поисках Цири он вырезал семью кметов из Заречья, запытал до смерти одного из друидов, которые её приютили, а в итоге вышел на Лютика, которого пытался выспросить о Цири сначала словами, а потом силой. Лютика спасла Йеннифэр, перебив сообщников Риенса. Риенс бежал через портал, но чародейка успела опалить ему лицо заклинанием (позже, когда Йеннифэр стала пленницей Вильгефорца, Риенс пытал и избивал её за это).
Вылечившись от ожогов у лекаря Мырмана в Оксенфурте, Риенс натравил на Геральта наёмных убийц — братьев Мишеле и шайку Профессора, однако те были убиты ведьмаком. Геральту удалось выйти на след Риенса и захватить его, но (благодаря вмешательству Филиппы Эйльхарт) тот опять смог скрыться. Позже Риенс, тайно прибыв на корабле Кагыра на остров Танедд во время Сбора, вместе со скоя’таэлями участвовал в бунте чародеев. После разгрома заговорщиков он бежал и оттуда, воспользовавшись заранее заготовленным порталом.
Продолжая поиски Цири, Риенс с помощью шапки-невидимки следил за отрядом Скеллена, но ясновидящая Веда Сельборн заметила его. Люди Скеллена захватили Риенса. Испугавшись пыток, тот при помощи магического устройства «ксеноглаз» устроил разговор Скеллена и Бонарта со своим хозяином, в ходе которого Вильгефорцу удалось привлечь Скеллена на свою сторону.
Преследуя с людьми Скеллена сумевшую бежать из-под стражи Цири по льду озера Тарн Мира, Риенс провалился в полынью и утонул. Цири отсекла ему пальцы лезвием коньков.

## В экранизации
Риенс появился во втором сезоне американского телесериала «Ведьмак», где его сыграл Крис Фултон. Прозвучало мнение о том, что это появление — преждевременное.